# هیثم دخلاوی
هیثم دخلاوی (به عربی: هيثم الدخلاوي ؛ زادهٔ ۱۷ نوامبر ۱۹۹۴) یک کشتی‌گیر آزاد‌کار اهل تونس است. وی سابقه حضور در المپیک ۲۰۲۰ توکیو را دارد.